# La Tapoa
La Tapoa (auch: Tapoa) ist ein Dorf in der Landgemeinde Tamou in Niger.

## Geographie

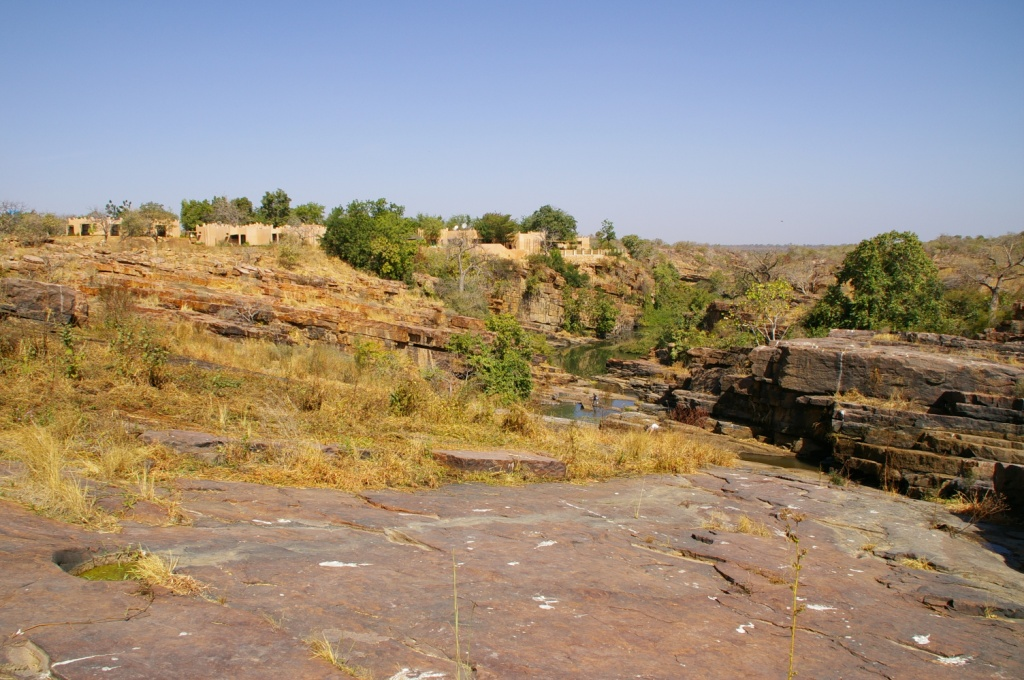
La Tapoa über dem Fluss Tapoa

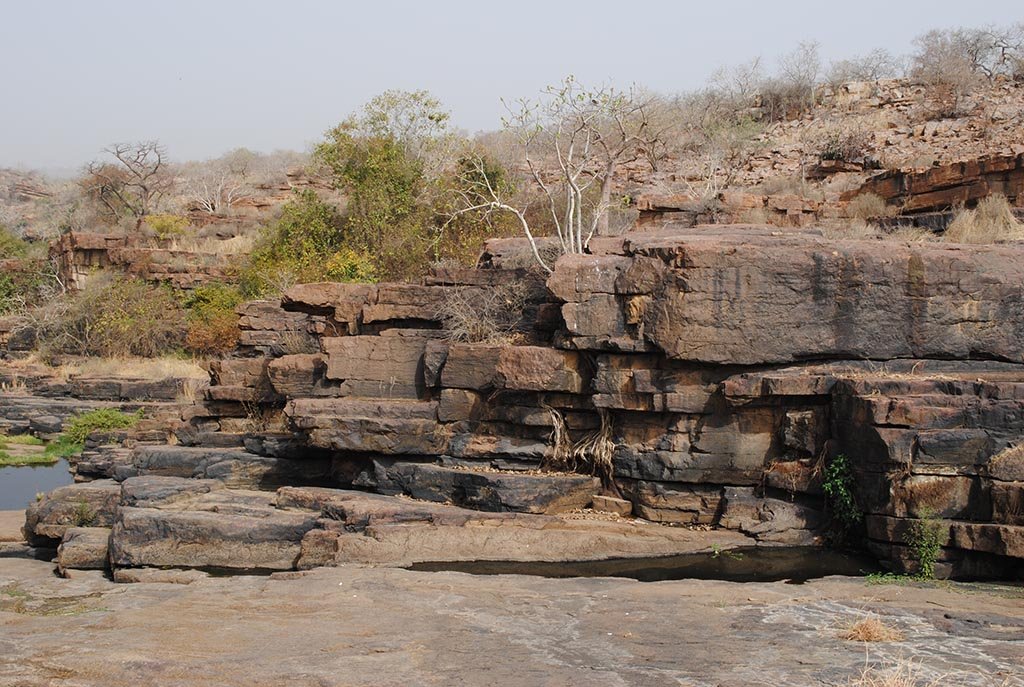
Gesteinsformationen in La Tapoa

Das von einem traditionellen Ortsvorsteher (chef traditionnel) geleitete Dorf befindet sich rund 40 Kilometer südöstlich von Tamou, dem Hauptort der gleichnamigen Landgemeinde, die zum Departement Say in der Region Tillabéri gehört.
La Tapoa wird wie die gesamte Gemeinde Tamou zur Großlandschaft Sudan gerechnet. Direkt südlich des Dorfs fließt der gleichnamige Fluss Tapoa, der unweit der Siedlung durch die Tapoa-Talsperre gestaut wird, bevor er weiter durch enge Schluchten verläuft.

## Geschichte
Untersuchungen in den 1960er Jahren zufolge war das Gebiet zwischen den Flüssen Goroubi und Mékrou das wichtigste Zentrum der vernachlässigten tropischen Krankheit Onchozerkose in Niger. Das Dorf La Tapoa war davon besonders betroffen. Mutmaßliche Mitglieder der Terrororganisation Dschamāʿat Nusrat al-Islām wa-l-Muslimīn töteten am 4. Dezember 2020 bei La Tapoa zwei Forstranger und verletzten drei Soldaten.

## Bevölkerung
Bei der Volkszählung 2012 hatte La Tapoa 126 Einwohner, die in 33 Haushalten lebten. Bei der Volkszählung 2001 betrug die Einwohnerzahl 176 in 18 Haushalten.

## Kultur und Sehenswürdigkeiten

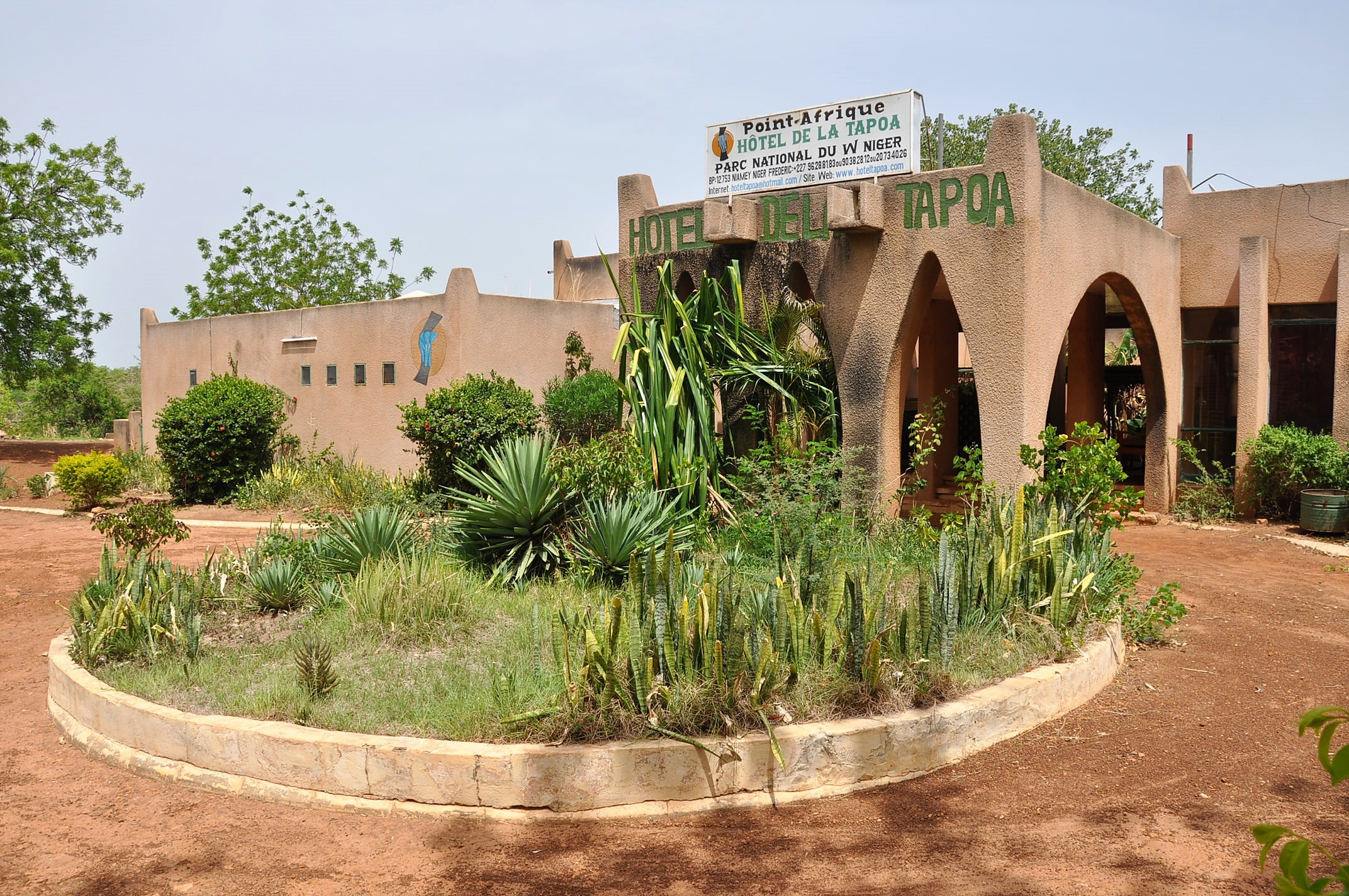
Hotel in La Tapoa

La Tapoa liegt am südlichen Rand des Tamou-Wildreservats. In der Siedlung befindet sich der Eingang zum nigrischen Teil des Nationalparks W. Es gibt ein Hotel im Dorf.

## Wirtschaft und Infrastruktur
Die 92,3 Kilometer lange Straße zwischen La Tapoa und der Stadt Say im Nordosten wurde am 30. Mai 1970 eröffnet. Sie ist Teil der 158,3 Kilometer langen Nationalstraße 27 zwischen La Tapoa und der Hauptstadt Niamey. Bei der Siedlung liegt der zivile Flugplatz La Tapoa (ICAO-Code: DRRP) mit einer etwa 1190 Meter langen, unbefestigten Start- und Landebahn. Das nigrische Unterrichtsministerium richtete 1996 gemeinsam mit dem Welternährungsprogramm der Vereinten Nationen zahlreiche Schulkantinen in von Ernährungsunsicherheit betroffenen Zonen ein, darunter eine für Kinder transhumanter Hirten in La Tapoa. Die klimatologische Messstation in La Tapoa liegt auf 223 m Höhe und wurde 1978 in Betrieb genommen.